# Conectividad ecológica

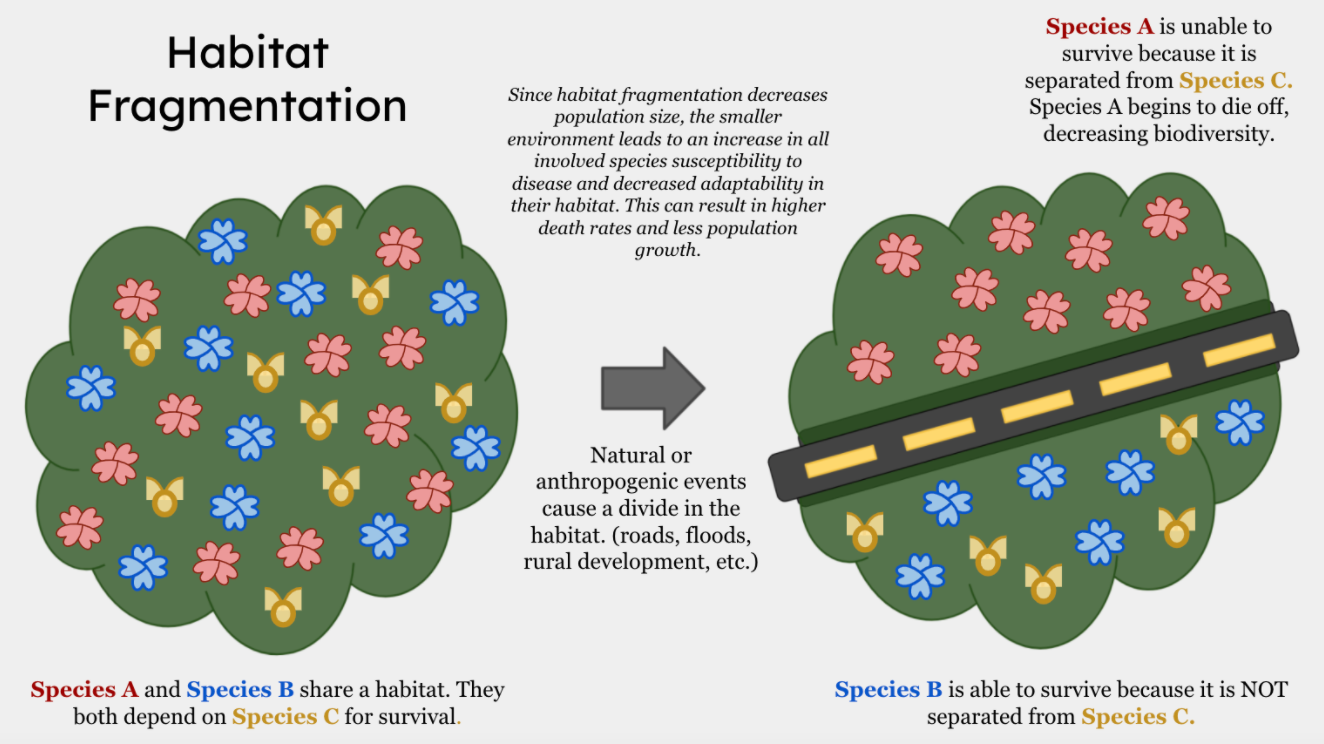
Diagrama ejemplifica lo que puede ocurrir con las especies en un ambiente fragmentado, que pierde conectividad.

La Conectividad ecológica se define en Ecología como la capacidad que tiene una población o conjunto de poblaciones de una especie para relacionarse con individuos de otra población en un territorio fragmentado.
La conectividad ecológica puede también definirse como la capacidad de conexión entre ecosistemas similares en un paisaje fragmentado. Esta conexión se realiza mediante corredores ecológicos.
Las principales características de la conectividad ecológica son:
1. Es un atributo diferente para cada especie.
2. Es espacial.
3. Mide las conexiones funcionales entre ecosistemas en el territorio.

El concepto de conectividad ecológica es complementario al de fragmentación ecológica. A mayor fragmentación menor conectividad.
Conectividad nula, sería la que se da entre ecosistemas insulares oceánicos.
La conectividad ecológica se utiliza como herramienta en la gestión de espacios naturales protegidos.
Notas:
Artículo 10 de la Directiva de Hábitats de la Unión Europea.
Cuando lo consideren necesario los Estados miembros, en el marco de sus políticas nacionales de ordenación del territorio y de desarrollo y, especialmente, para mejorar la coherencia ecológica de la red Natura 2000, se esforzarán por fomentar la gestión de los elementos del paisaje que revistan primordial importancia para la fauna y la flora silvestres.
Se trata de aquellos elementos que, por su estructura lineal y continua (como los ríos con sus correspondientes riberas o los sistemas tradicionales de deslinde de los campos), o por su papel de puntos de enlace (como los estanques y sotos) resultan esenciales para la migración, la distribución geográfica y el intercambio genético de las especies silvestres.